# Capacité thermique massique
La capacité thermique massique (symbole usuel c), anciennement appelée chaleur massique ou chaleur spécifique,,, est la capacité thermique d'un matériau rapportée à sa masse. C'est une grandeur qui reflète la capacité d'un matériau à accumuler de l'énergie sous forme thermique, pour une masse donnée, quand sa température augmente. Une grande capacité thermique signifie qu'une grande quantité d'énergie peut être stockée, moyennant une augmentation relativement faible de la température.
La capacité thermique massique s'exprime en joules par kilogramme kelvin, de symbole J K−1 kg−1. C'est une grandeur intensive : elle est indépendante de la quantité de matière.
La détermination des valeurs des capacités thermiques des substances relève de la calorimétrie.

## Caractérisation
La capacité thermique massique est définie par la quantité d'énergie à apporter par échange thermique pour élever d'un kelvin (ou degré Celsius) la température de l'unité de masse d'une substance. C'est donc une grandeur intensive, égale à la capacité thermique rapportée à la masse du corps étudié.
L'unité exprimée dans le Système international est alors le joule par kilogramme-kelvin (J K−1 kg−1). Les unités de base du système international pour exprimer la valeur d'une capacité thermique massique sont des L 2·T −2·Θ −1.
En ce qui concerne les équations aux dimensions, le joule ayant pour dimension M·L 2·T −2, une capacité thermique massique a pour dimension : L 2·T −2·Θ −1.
Suivant le type de transformation thermodynamique, on considère soit l'énergie interne massique, soit l'enthalpie massique. Si on note {\displaystyle U} l'énergie interne, {\displaystyle H} l'enthalpie et {\displaystyle m} la masse d'un corps, on a les capacités thermiques massiques suivantes :
- à volume constant, la capacité thermique isochore massique : {\displaystyle c_{V}={\frac {1}{m}}\,\left({\frac {\partial U}{\partial T}}\right)_{V}} ;
- à pression constante, la capacité thermique isobare massique : {\displaystyle c_{p}={\frac {1}{m}}\,\left({\frac {\partial H}{\partial T}}\right)_{p}}.

La différence entre la capacité thermique massique à pression constante {\displaystyle c_{p}} et la capacité thermique massique à volume constant {\displaystyle c_{V}} est liée au travail qui doit être fourni pour dilater le corps en présence d'une pression externe. Elle est souvent négligeable pour les phases condensées, réputées peu compressibles et peu dilatables (liquides ou solides), mais pour les gaz la différence entre {\displaystyle c_{V}} et {\displaystyle c_{p}} est grande.
La capacité thermique volumique, exprimée en joules par mètre cube-kelvin (J K−1 m−3), est égale à la capacité thermique massique multipliée par la masse volumique.

## Gaz

### Gaz parfaits
Pour un gaz parfait monoatomique, la capacité massique à volume constant vaut : {\displaystyle c_{V}={3 \over 2}{R \over M}} , quelle que soit la température {\displaystyle T}. 
Pour un gaz parfait diatomique, elle vaut :
- {\displaystyle c_{V}={3 \over 2}{R \over M}} (comme le gaz monoatomique) pour {\displaystyle T<T_{\text{rotation}}} ;
- {\displaystyle c_{V}={5 \over 2}{R \over M}} pour {\displaystyle T_{\text{rotation}}<T<T_{\text{vibration}}} ;
- {\displaystyle c_{V}={7 \over 2}{R \over M}} pour {\displaystyle T>T_{\text{vibration}}}.

La relation de Mayer donne la relation avec la capacité thermique massique à pression constante {\displaystyle c_{p}} :
{\displaystyle c_{p}-c_{V}={R \over M}}
avec {\displaystyle M} la masse molaire et {\displaystyle R} la constante universelle des gaz parfaits.
Le rapport des deux capacités est appelé indice adiabatique, noté {\displaystyle \gamma } :
{\displaystyle \gamma ={c_{p} \over c_{V}}}
Pour un gaz parfait, sa valeur théorique est :
- {\displaystyle \gamma =5/3\approx 1,67} pour un gaz monoatomique ;
- {\displaystyle \gamma =7/5=1,4} pour un gaz diatomique.

D'une manière générale pour les gaz parfaits, on a les capacités thermiques massiques suivantes :
{\displaystyle c_{V}={1 \over \gamma -1}{R \over M}}
{\displaystyle c_{p}={\gamma  \over \gamma -1}{R \over M}}

### Gaz réels
| Gaz                | Masse molaire (kg/mol) | Température (°C) | Capacité thermique massique à pression constante (J K−1 kg−1) | {\displaystyle {\frac {1}{(\gamma -1)}}} |
| ------------------ | ---------------------- | ---------------- | ------------------------------------------------------------- | ---------------------------------------- |
| Air sec            | 29 × 10−3              | 0–100            | 1 004                                                         | 2,48                                     |
| Argon              | 39,948 × 10−3          | 15               | 520                                                           | 1,54                                     |
| Diazote            | 28,013 × 10−3          | 0–200            | 1 025                                                         | 2,46                                     |
| Dioxyde de carbone | 44,01 × 10−3           | 20               | 842[réf. incomplète]                                          | 3,44                                     |
| Hélium             | 4,003 × 10−3           | 18               | 5 193                                                         | 1,52                                     |
| Dihydrogène        | 2,016 × 10−3           | 16               | 14 300                                                        | 2,46                                     |
| Dioxygène          | 31,999 × 10−3          | 13–207           | 920                                                           | 2,50                                     |
| Vapeur d'eau       | 18,015 × 10−3          | 100              | 2 010                                                         | 3,65                                     |

## Solides

### Mesure de la capacité thermique massique d'un solide
La capacité thermique massique d'un solide peut être mesurée en utilisant un appareil de type ATD (analyse thermodifférentielle) ou DSC (differential scanning calorimetry). Elle peut se définir de la façon suivante : quand un système passe de la température T à une température T+dT, la variation d’énergie interne du système dU est liée à la chaleur échangée δQ selon :
{\displaystyle dU=\delta Q-p_{e}dV}
où pe est la pression extérieure à laquelle le système est soumis, et dV la variation de volume. Si V = cte, on a :
{\displaystyle dU=\delta Q_{v}=C_{v}dT}
En revanche, si la transformation est isobare (à pression constante), on obtient en utilisant la fonction enthalpie du système, la relation :
{\displaystyle dH=\delta Q+Vdp}
Si P = cte
{\displaystyle dH=\delta Q_{p}=C_{p}dT}
où Cp est la capacité à pression constante. La mesure consiste donc à mesurer la différence de température créée par un échange thermique donné, où le flux d'énergie se traduit par une différence de température.
Le schéma suivant illustre la technique instrumentale utilisée dans le cas de la première méthode (mesure de la différence de température).

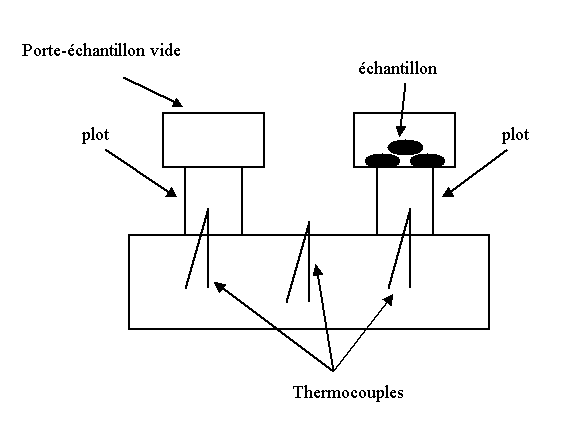
Schéma représentant un dispositif de mesure des capacités thermiques.

L’appareil est constitué de deux « plots » indépendants et d’un four. Des thermocouples permettent de mesurer la température de la face supérieure des plots en contact avec l’échantillon, ainsi que la température du four. Celle-ci correspond à la température de mesure. Toutes les mesures sont effectuées en utilisant un porte-échantillon d’aluminium vide sur l’un des plots. Une première mesure d’un autre porte-échantillon d’aluminium vide permet d’obtenir une ligne de base (dépendant de la mesure de température par les thermocouples). Puis une mesure d’un échantillon de référence de capacité thermique massique connue permet d’étalonner l’appareil. Enfin, l’échantillon sous forme de poudre est mesuré et sa capacité thermique massique est obtenue par comparaison avec celle de l’échantillon de référence. Pour améliorer la précision de la mesure, il convient de prendre en compte, le cas échéant, la différence de masse entre les deux porte-échantillons (la correction s'effectue en utilisant la capacité thermique massique de l'aluminium). La source d’erreur principale provient de la qualité du contact thermique entre le plot et le porte-échantillon.

### Valeurs courantes
| Substance (phase solide) | Capacité thermique massique (J K−1 kg−1) |
| ------------------------ | ---------------------------------------- |
| Asphalte                 | 1 021                                    |
| Brique                   | 840                                      |
| Béton                    | 880                                      |
| Granite                  | 790                                      |
| Gypse                    | 1 090                                    |
| Marbre                   | 880                                      |
| Sable                    | 835                                      |
| Verre                    | 720                                      |
| Bois                     | ≈ 1200–2700,                             |

### Solides cristallisés
Dans le cas des solides, à température suffisamment haute, la loi de Dulong et Petit est applicable et permet notamment de retrouver que, à basse température, {\displaystyle C_{V}\sim T^{3}} du fait de la contribution des phonons. Si le solide est un métal, il faut ajouter la contribution des électrons qui est proportionnelle à la température.
Les coefficients de dilatation des corps solides et liquides sont généralement suffisamment faibles pour qu'on néglige la différence entre Cp et CV pour la plupart des applications.
| Substance   | {\displaystyle \Theta } (K) |
| ----------- | --------------------------- |
| Al          | 398                         |
| C (diamant) | 1 860                       |
| Cu          | 315                         |
| Fe          | 420                         |
| K           | 99                          |
| Pb          | 88                          |

Suivant la théorie de Debye, la capacité thermique molaire d'un corps simple solide peut être déterminée au moyen de la formule :
{\displaystyle C_{V}(T)=3R\left(4D(u)-{\frac {3u}{\mathrm {e} ^{u}-1}}\right)}
avec {\displaystyle u={\frac {\Theta }{T}}},
{\displaystyle \Theta } est la température de Debye, qui est une caractéristique de chaque substance,
R est la constante molaire des gaz,
et {\displaystyle D(u)={\frac {3}{u^{3}}}\int _{0}^{u}\left({\frac {x}{2}}+{\frac {x}{\mathrm {e} ^{x}-1}}\right)x^{2}\mathrm {d} x}.
Cette formule se simplifie à basse température, ainsi qu'à haute température ; dans ce dernier cas, on retrouve la loi de Dulong et Petit :
{\displaystyle C_{V}(T)={\begin{cases}{\frac {12}{5}}\pi ^{4}R\left({\frac {T}{\Theta }}\right)^{3},&{\text{si }}T\ll \Theta \\3R&{\text{si }}T\gg \Theta \end{cases}}}
La théorie n'est plus valable pour les corps composés.

### Formules empiriques
Pour des corps purs (solides, liquides ou gazeux) et à pression constante, deux formules empiriques à trois paramètres ont pu être dégagées, pour un intervalle de température donné :
{\displaystyle C_{p}=a+bT+cT^{2}} ou bien {\displaystyle C_{p}=a'+b'T+c'T^{-2}}.
Les valeurs des coefficients sont indiquées dans des tables et sont caractéristiques d'un corps donné.
Pour le bois sec, par exemple, on a :
{\displaystyle c_{p,anhydre}=0{,}1031+0{,}003\,867\,T}
avec :
- {\displaystyle c_{p,anhydre}} : exprimé en kJ K−1 kg−1
- T : température thermodynamique (K).

À 20 °C, on obtient 1 236 J K−1 kg−1 pour le bois sec.
Pour le bois humide :
{\displaystyle c_{p,humide}={\frac {100\,c_{p,anhydre}+Hs\,c_{p,eau}}{100+Hs}}}
où Hs est la masse d'eau rapportée à la masse du bois sec en %.

## Valeurs pour différentes substances
| Substance                    | Phase         | Capacité thermique massique (J K−1 kg−1) |
| ---------------------------- | ------------- | ---------------------------------------- |
| Air (sec)                    | gaz           | 1 005                                    |
| Air (saturé en vapeur d'eau) | gaz           | ≈ 1 030                                  |
| Aluminium                    | solide        | 897                                      |
| Diazote                      | gaz           | 1 042                                    |
| Cuivre                       | solide        | 385                                      |
| Diamant                      | solide        | 502                                      |
| Dioxygène                    | gaz           | 920                                      |
| Eau                          | gaz           | 1 850                                    |
| Eau                          | liquide       | 4 185                                    |
| Eau                          | solide (0 °C) | 2 060                                    |
| Éthanol                      | liquide       | 2 460                                    |
| Éthylène glycol              | liquide       | ≈ 2 400 à 25 °C                          |
| Fer                          | solide        | 444                                      |
| Graphite                     | solide        | 720                                      |
| Hélium                       | gaz           | 5 193                                    |
| Hexane                       | liquide       | ≈ 2 267,95                               |
| Huile                        | liquide       | ≈ 2 000                                  |
| Dihydrogène                  | gaz           | 14 300                                   |
| Laiton                       | solide        | 377                                      |
| Lithium                      | solide        | 3 582                                    |
| Mercure                      | liquide       | 139                                      |
| Octane                       | liquide       | ≈ 1 393,33                               |
| Or                           | solide        | 129                                      |
| Zinc                         | solide        | 380                                      |